# Ахметджан Каплан
Ахметджан Каплан (тур. Ahmetcan Kaplan, нар. 16 січня 2003, Трабзон, Туреччина) — турецький футболіст, центральний захисник нідерландського клубу «Аякс» та молодіжної збірної Туреччини.

## Ігрова кар'єра
Ахмтджан Каплан народився у місті Трабзон і є вихованцем місцевого клубу «Трабзонспор». У вересні 2021 року футболіст дебютував у першій команді у турецькій Суперлізі. За результатами сезону Каплан разом з клубом виграв національний чемпіонат.
У серпні 2022 року Ахметджан Каплан підписав п'ятирічний контракт з нідерландським клубом «Аякс».

### Збірна
З червня 2022 року Ахметджан Каплан є гравцем молодіжної збірної Туреччини.

## Титули
Трабзонспор
 Чемпіон Туреччини: 2021/22
 Переможець Суперкубка Туреччини: 2022